# Основне јединице СИ система
СИ систем јединица дефинише седам основних јединица СИ система: фундаменталних физичких јединица дефинисаних операционалним дефиницијама.
Све остале физичке јединице могу бити изведене из ових основних јединица: оне су познате као изведене јединице СИ система. Ово извођење се врши димензионалном анализом. СИ префикси се користе да скрате дугачке бројеве.

## Дужина (l)
Јединица: метар (m)
Један метар је дефинисан као удаљеност коју светлост пређе у вакууму за 1/299792458 део секунде. Овај стандард је усвојен 1983. године, кад је брзина светлости одређена као 299792458 m/s.

## Маса (m)
Јединица: килограм (kg)
Један килограм је дефинисан као маса посебног ваљка од легуре платине и иридијума, који се чува у Међународном бироу за мере и тегове (у Севру крај Париза ). У току су напори да се уведе дефиниција на основу неке фундаменталне или атомске константе.

## Време (t)
Јединица: секунд (s)
Један секунд је дефинисан као време потребно за 9192631770 прелаза између два хипрефина нивоа основног стања цезијума 133. Ова дефиниција је усвојена 1967. године.

## Јачина струје (I)
Јединица: ампер (A)
Један ампер је константна јачина струје која ће, ако се одржава у два права паралелна проводника, бесконачне дужине, занемарљивог полупречника, постављена на међусобној удаљености од 1 метра у вакууму, стварати између та два проводника силу привлачења/одбијања од 2 x 10−7 њутна по метру дужине.

## Термодинамичка температура (T)
Јединица: келвин (K)
Један келвин је јединица термодинамичке температуре, једнака 1/273,16 делу термодинамичке температуре тројног стања воде (то је температура и притисак при којим вода може бити у три агрегатна стања - чврстом, течном и гасовитом).

## Количина супстанције (n)
Јединица: мол (јединица) (mol)
1. Један мол је количина супстанције која садржи број елементарних ентитета (одвојених-појединачних честица) једнак броју атома у 0.012 килограма угљениковог изотопа, C12; њен симбол је "mol".
2. Кад се мол користи, мора бити наведено о којим се елементарним ентитетима ради и то могу бити атоми, молекули, јони, електрони, остале честице, или специфичне групе таквих честица.

## Јачина светлости (J)
Јединица: кандела (cd)
Кандела је јачина светлости, у датом смеру, извора који емитује монохроматско зрачење, фреквенције 540 x 1012 херца и које има радијански интензитет од 1/683 вата по стерадијану у том смеру .